# Миладин Стевановић
Др Миладин Стевановић (Велереч, 1928 — Београд, 2014) био је српски историчар и романсијер. Бавио се највише српском историјом средњег века.

## Биографија
Отац му је био Стеван Стевановић, а мајка Славка Стевановић, рођена Алексић, обоје из Велеречи, општина Горњи Милановац. Доктор историјских наука, дипломирани правник, дугогодишњи саветник у некадашњем Савезном извршном већу (влади) СФРЈ, аутор око 50 махом историјских књига (из српске историје, НОБ-а, али и белетристике). Мобилисан као један од најмлађих учесника Сремског фронта, рањен у главу, метак никада није извађен. Написао је књигу о свом боравку на Сремском фронту. Био је ожењен Маријом Стевановић (Жерајић), са којом је имао сина Драгана Стевановића. Живео је у Велеречи, Лозници и Београду.

## Најпознатија дела
- На Сремском фронту, 1985.
- Други српски устанак, 1990.
- Први српски устанак, 1994.
- Рудничке ватре, роман, за који му је коауторка била супруга Мр Марија Стевановић, 1995.
- Душаново царство, 2001.
- Деспот Стеван Лазаревић, 2003.
- Деспот Ђурађ Бранковић, 2003.
- Краљица Јелена Анжујска, 2004.
- Вук Бранковић, 2004.
- Цар Урош, 2004.
- Кнегиња Милица Хребељановић, 2005.

Писао је и новинске фељтоне на тему историје, на пример Србија кнеза Лазара, који је излазио у Новостима.